# Cichla ocellaris
Cichla ocellaris, popularmente conhecido como tucunaré, tucunaretinga, lucunari  e lacunari, é peixe teleósteo, perciforme, da família Cichlidae. Seu habitat natural é a Amazônia. É prateado, com o dorso negro. No Brasil, existem pelo menos 12 espécies de tucunarés, sendo cinco descritas. O colorido, a forma e o número de manchas variam bastante de espécie para espécie; porém, todos os tucunarés apresentam uma mancha redonda, chamada de ocelo, no pedúnculo caudal.

## Etimologia
"Tucunaré" provém do termo tupi tukuna'ré. "Tucunaretinga" vem do termo tupi para "tucunaré pequeno ".

## Descrição
Os tucunarés são peixes de médio porte com comprimentos entre 30 centímetros e um metro. Todos apresentam como característica um ocelo redondo no pedúnculo caudal e são peixes ósseos. Possui nadadeira caudal homocerca, nadadeira dorsal, sendo duas dorsais contíguas, nadadeira peitoral, ventral e um tronco torácico. Possui três faixas negras transversais ao corpo. A nadadeira dorsal é escura com manchas amareladas. A base da nadadeira caudal possui uma mancha negra marginada de amarelo.

## Biologia

### Alimentação
Seus hábitos alimentares variam ao longo da vida. Nos primeiros 30 dias de vida, as larvas se alimentam de plâncton. A partir do segundo mês, começam a ingerir larvas de insetos. Quando os alevinos chegam ao terceiro mês, já se alimentam de pequenos peixes e camarões. A partir do quinto ou sexto mês se alimenta exclusivamente de peixes vivos.

### Reprodução
O processo de reprodução começa antes do acasalamento, pois o macho costuma limpar cuidadosamente o local escolhido para a desova, com o auxílio da boca e de suas nadadeiras. Quando as larvas nascem, os pais possuem cuidados parentais, fazendo ninhos e cuidando dos filhotes, comportamento incomum entre outras espécies.

### Habitat
Esse peixe é espécie sedentária, que não realiza migrações, e vive em lagos, lagoas e na boca e beira dos rios. Durante a cheia, é comum encontrá-los na mata inundada. Ele é originário das Bacias Amazônicas e Araguaia-Tocantins e foi introduzido nos reservatórios da Bacia da Prata, em algumas áreas do Pantanal, no Rio São Francisco e nos açudes do Nordeste.